# لپ کورنر (ایندیانا)
لپ کورنر (به انگلیسی: Lap Corner) یک منطقهٔ مسکونی در ایالات متحده آمریکا است که در شهرستان کلی، ایندیانا واقع شده‌است. لپ کورنر ۲۰۵٫۱۳ متر بالاتر از سطح دریا واقع شده‌است.